# تری‌اتیل‌آمین
تری‌اتیل‌آمین(به انگلیسی: Triethylamine) یک ترکیب شیمیایی با فرمول شیمیایی N(CH2CH3)3 است، معمولاً به صورت مختصر Et3N نشان داده می‌شود. همچنین به اختصار TEA نیز نشان داده می‌شود، اما باید از این مخفف با دقت استفاده شود تا از سردرگمی با تری‌اتانول‌آمین یا تترااتیل‌آمونیوم جلوگیری شود. این ماده به صورت یک مایع فرار بی رنگ و دارای بوی قوی ماهی شبیه به آمونیاک و همچنین شبیه به بوی گیاه زالزالک است. این ماده معمولاً در  سنتز ترکیبات آلی کاربرد دارد. 